# Onel de Guzmán
Onel de Guzmán (Manila, 4 aprile 1977) è un hacker e informatico filippino. Con un suo celebre file infettante ILOVEYOU riuscì a dimostrare quanto la rete possa essere pericolosa.

## Biografia
Appassionato di informatica fin dalla giovinezza, nel 1996 si iscrisse all'AMA Computer College di Manila. Nel 1999 depositò un soggetto di tesi su un programma capace di imparare le password di posta elettronica, poi rifiutata dall'ateneo per il suo carattere illegale: ciò lo tenne nel mirino degli inquirenti per qualche mese.
Il 4 maggio del 2000 fece partire il virus informatico/worm ILOVEYOU (o, più raramente, Love Bug), dal funzionamento tecnico molto semplice: esso era un allegato di una e-mail apparentemente innocua dall'oggetto intitolato appunto "I love you" ("Ti amo" in inglese) e dal testo "kindly check the attached LOVELETTER coming from me" ("controlla gentilmente la LETTERA D'AMORE che ti ho mandato in allegato"). Se il malcapitato utente destinatario del messaggio apriva l'allegato, esso si generava automaticamente a tutti gli indirizzi della rubrica di Outlook Express ed aveva la conseguenza di chiudere, isolare e bloccare tutti i server di posta a causa del grande numero di messaggi inviati.
Il virus, che basò il proprio successo grazie al meccanismo para-psicologico del social engineering (che consisteva nel riuscire a convincere l'utente ad infettarsi da solo), ebbe la conseguenza di infettare così tanti siti Internet (compresi quelli del Pentagono e della Camera dei lord) da causare un danno stimato di circa 15 miliardi di dollari (circa 30.000 miliardi di lire). Scritto in Visual Basic, il file/virus dal nome completo LOVE-LETTER-FOR-YOU.TXT.vbs aveva però un difetto sull'account che rendeva palesi alcune caratteristiche dell'hacker: in particolare, egli era di sesso maschile, filippino ed era nato il 4 aprile del 1977. Partendo da queste informazioni, fu facile per il capo dell'ufficio investigazioni Efren Mesenes rintracciare Onel de Guzmán.
Egli, che nel frattempo si era laureato col massimo dei voti, inizialmente attribuì la paternità del virus all'amico Michael Buen salvo poi prendersi tutti gli "onori": nelle Filippine non è punito questo tipo di reato informatico ed anzi in patria de Guzmán fu considerato un eroe, in quanto dimostrò che anche le Filippine possono contare nel mondo dell'alta tecnologia, sfornando giovani in grado di competere e battere le migliori menti dei paesi tecnologicamente avanzati. Il Manila Standard definì Onel "The country's first world-class hacker".
Dopo aver creato altri virus dal codice sorgente molto simile al primo quali PLEASE VISIT http://WWW.2600.COM (per favore visita www.2600.com, il sito della prima rivista hacker per hacker, chiamata 2600: The Hacker Quarterly) e US PRESIDENT AND FBI SECRETS (i segreti del presidente americano e dell'FBI), Onel de Guzmán decise di far fruttare in modo legale le sue conoscenze informatiche e fu ingaggiato da una società di sicurezza informatica della Gran Bretagna.

## Computer colpiti daI love you
- 3,7 milioni in tutto il mondo (stima).

## Vittime illustri diI love you
- Il Pentagono
- Il Parlamento britannico
- Il centro spaziale della NASA a Houston
- Il Jet Propulsion Laboratory di Pasadena
- Ford
- Vodafone
- AirTouch
- Philips
- AT&T
- Walt Disney
- In Italia, Telecom ed il Ministero del Tesoro